# Observatoř Chajnantor
Observatoř Chajnantor je třetím pozorovacím stanovištěm Evropské jižní observatoře (ESO) na severu Chile u hranic s Bolívií. Nachází se v nadmořské výšce 5104 m na pusté planině Llano de Chajnantor v poušti Atacama. Je vzdálena 40 km od městečka San Pedro de Atacama a 275 km východně od tichomořského přístavu Antofagasta.
Planina Chajnantor je známá silnými větry, intenzivním slunečním zářením a výskytem teplot od minus do plus 20 °C. Byla mj. vybrána proto, že je zde abnormálně suché prostředí a téměř žádné světelné znečištění. Minimální vlhkost v ovzduší je pro převážně radioastronomickou observatoř velice důležitá, vodní páry i samotné ovzduší submilimetrové záření absorbují a zeslabují. Observatoř Chajnantor se nachází o téměř 2500 m výše než observatoř Paranal a o více než 750 m výše než observatoř na Mauna Kea na Havaji.

## Zařízení

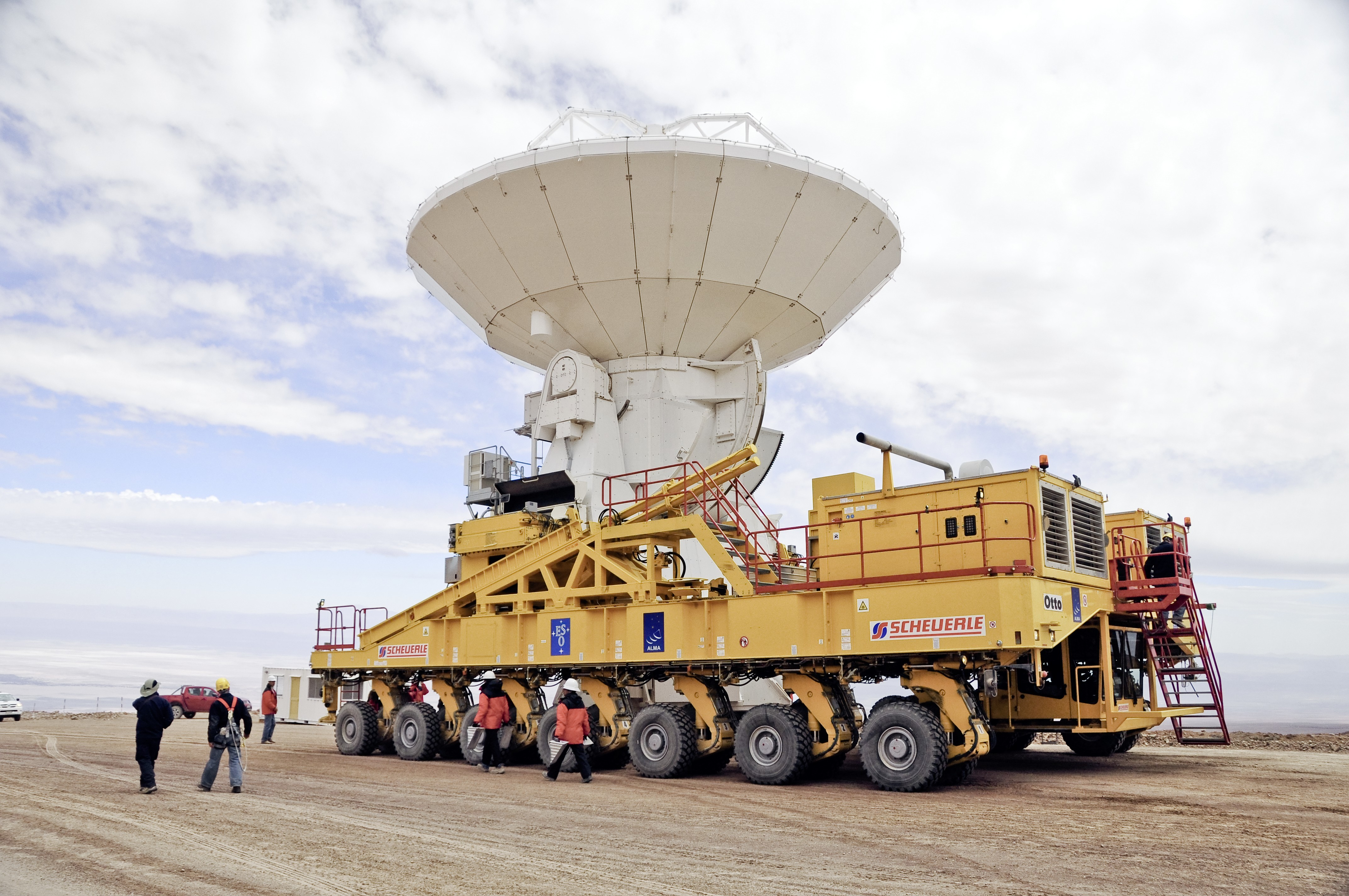
ALMA – transport jedné z mnoha antén o průměru 12 m

### ALMA
Toto zařízení, Atacama Large Millimeter / submillimeter Array (ALMA) se skládá z 50 stabilních a 4 pohyblivých antén APEX s průměrem antény 12 m a dále ze 12 pohyblivých antén s průměrem 7 m. Tyto antény mohou pokrývat pole od 150 m do 16 km (podle jiných informací jen do 10 km). Předpokládá se až 10násobná citlivost ve srovnání s  obdobným americkým zařízením Very Large Array nebo s Hubblovým vesmírným dalekohledem. Výstavbu tohoto zařízení již nefinancuje pouze Evropská jižní observatoř, ale podílejí se na něm i vědecké astronomické organizace USA, Kanady, Japonska a Tchaj-wanu.
Částečný provoz zařízení začal v roce 2011. Osazení a zprovoznění všech 66 antén bylo původně plánováno do konce roku 2010.. Silné povodně, které přes minimální obsah vodní páry v ovzduší zasahují oblast přibližně jednou za 10 let, však poškodily přístupové cesty a komunikační kabely. Provoz byl slavnostně spuštěn 13. března 2013.
Od zařízení se očekávají zásadní objevy zejména v oblasti chladných hvězd a chladného vesmíru obecně.

### APEX

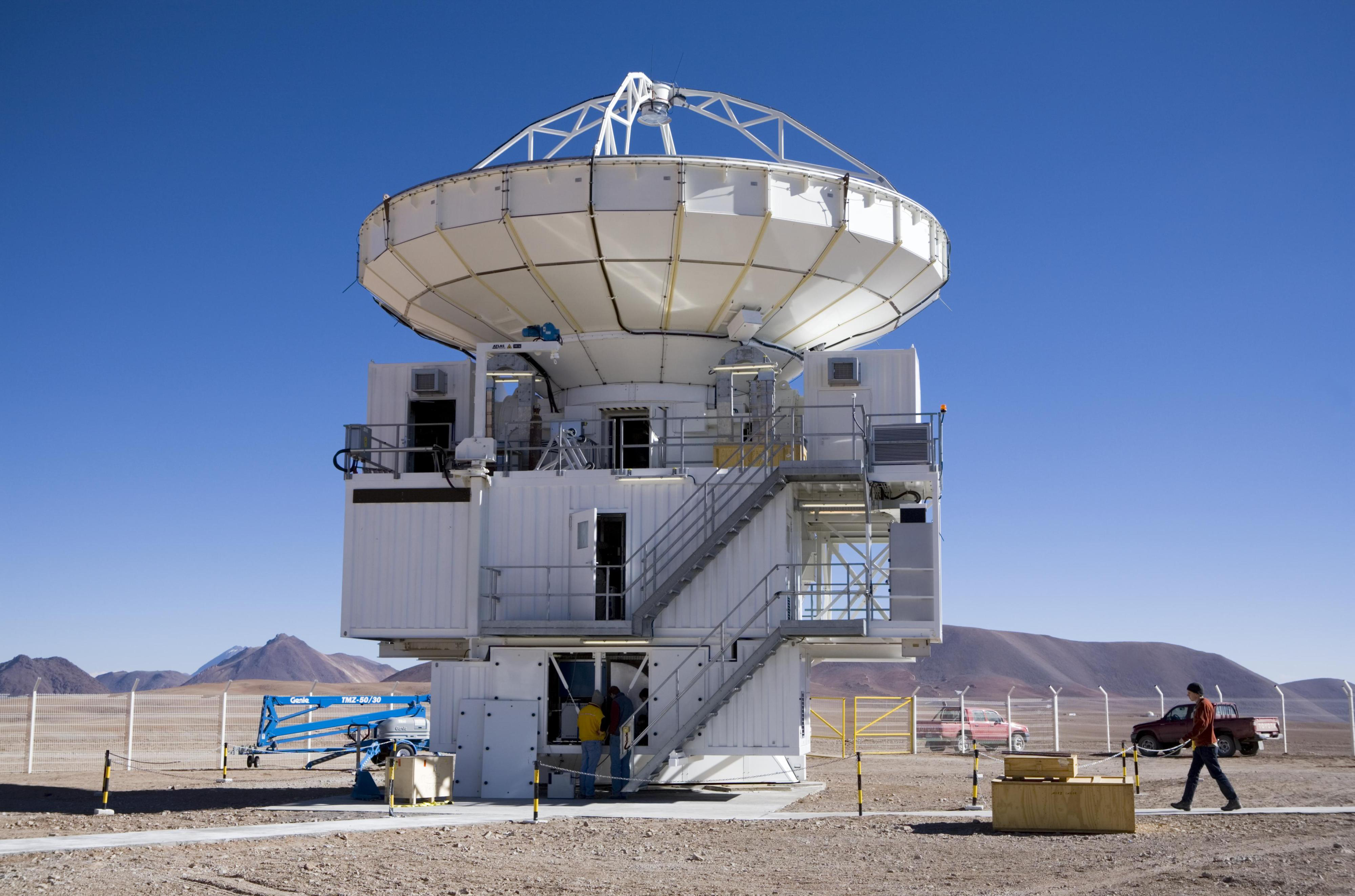
APEX – anténa o průměru 12 m

Observatoř dále provozuje radioteleskop Atacama Pathfinder Experiment (APEX), pracující na milimetrových a submilimetrových vlnových délkách – od infračerveného světla po rádiové vlny. Průměr jeho antény (zrcadla) je 12 m, což bylo v době jeho spuštění nejvíce na jižní polokouli. K dispozici má mj. bolometrickou kameru LABOCA využívající velmi citlivých teploměrů. Aby tyto teploměry zaregistrovaly co nejmenší změnu teploty způsobenou zářením, jsou ochlazeny na teplotu okolo 0,3 stupně nad absolutní nulu (−272,85 °C).
Tento radioteleskop vznikl v roce 2005 jako prototyp pro vývoj zařízení ALMA. Nadále však provádí samostatná měření.